# Клеммная колодка

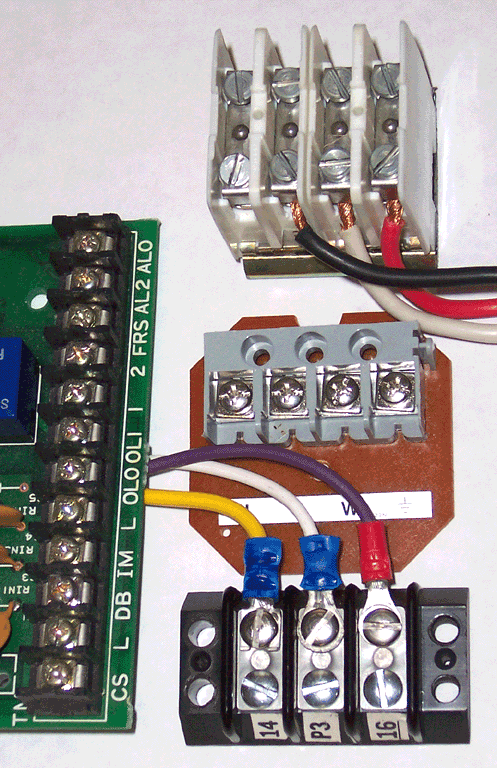
Различные клеммные колодки с винтовыми зажимами

Кле́ммная коло́дка — электроустановочное изделие, предназначенное для соединения проводов. Представляет собой пару (или больше) металлических контактов с узлами крепления к ним проводов в диэлектрическом корпусе. Варианты названия: клеммник, клемма, клеммный блок, терминальный блок, клеммный зажим, клеммный соединитель.

## Типы клеммных колодок
В научной литературе нет единой, унифицированной классификации клеммных блоков, однако в профессиональном сообществе сложилось несколько категорий классификации:

### По назначению
- Клеммники для соединения проводов
- Клеммники на печатную плату (PCB)
- Клеммники на DIN-рейку
- Кросс-модули

### По способу монтажа
- Винтовые (для крепления используется винтовой зажим)

Рельефные (с рельефной обоймой)
С защитой провода (защита от вырывания)
- Разъемные (Клеммник состоит из двух частей типа папа-мама. одна часть крепится на плату/панель, ответная — на провод)

Для крепления на поверхность
Ответная часть на кабель
- Нажимные (безвинтовые клеммники, для зажима провода используется рычажок, регулируется без дополнительных приспособлений)

- барьерные (винтовые клеммники, предназначенные под больший ток, чем обычные модели)

сильноточные
слаботочные
- клеммники на DIN-рейку (для установки на DIN рельсы и Электромеханические шины)
- Проходные (параллельное симметричное подключение проводников с 2 сторон клеммника)

### По рядности
- однорядные
- двурядные
- трехрядные
- многоярусные

### По исполнению
- прямые
- угловые

### По типу подключаемого проводника
- клеммы для одножильных проводов
- клеммы для многожильных проводников
- клеммы гибких проводников

### По типу зажима
- Винтовой
- Пружинный
- PUSH-IN
- Зажимная клеть
- Торцевой контакт
- Ножевой контакт
- Концевой зажим

## Устройство клеммной колодки
Клеммная колодка представляет собой механический зажим (клеть) в пластиковом корпусе или без него. В зависимости от типа зажима, клемма может быть оснащена винтами, металлической пластиной, либо пружиной для фиксации проводника. Проводник устанавливается в зажимную клеть, фиксируется внутри. Далее, в зависимости от назначения клеммника, в него либо устанавливается ещё несколько проводников для создания сети, либо клеммник монтируется на печатную плату или DIN-рейку.
Корпус как правило изготавливается из пластика, (полиамид PA6, PA66, иногда используется модификация UL94-V0/ V2 (самозатухание в течение 10 секунд на вертикально установленном образце, включая попадание капель из пылающих частиц). Возможны дополнительные модификации корпуса, например рычажки для удобства монтажа, фланцы, шины.
Зажимная клеть изготавливается из нержавеющей стали, фосфористой бронзы. Винты — из оцинкованной или никелированной стали, латуни.

## Электромеханические характеристики

### Сила тока, выдерживаемое напряжение и сопротивление
Одни из основных электрических характеристик клемм. Влияют на проводимость и сопротивляемость электрическому воздействию и скачкам напряжения. Эти параметры во многом определяют сферу применения тех или иных клемм.

### Температурный режим
Выдерживаемая температура определяет возможность применения клеммника в экстремальных или обычных средах. Стандартный температурный диапазон составляет от −40 до +105, этого хватает для бесперебойной работы большинства клемм в распределительных коробках, модулях, приборах и блоках питания. Для особых нужд, например для подключения сильноточных проводников, или в сферах, где недопустима возможность оплавления используют клеммы из жидко-кристаллического полимера (на печатную плату). Они способны выдержать до +250 °C при краткосрочном скачке и нормально функционируют при до +130 °С. Для соединения проводов применяют керамические клеммы, которые выдерживают до +300 °С.

### Максимальное усилие затяжки
Находится в интервале от 0.2Nm до 2.5Nm чем меньше этот параметр, тем проще затянуть и зафиксировать проводник в клеммнике, но в то же время — выше риск вырывания клеммника с монтируемой поверхности, или отстегивания проводника.

### Шаг контактов
Расстояние, на котором расположены отверстия для подключения проводников относительно друг друга. Чаще всего бывает в интервале от 1 до 20 мм.
Также при выборе клеммы важными параметрами являются:
- Сечение подключаемого проводника, мм2
- Кол-во контактов (определяет максимальное количество проводников, которые можно подключить к данной клемме). Обычно бывает от 1 до 48 контактов

## Производители и конкуренция
В число производителей клеммной продукции входят крупные промышленные предприятия Европы, США, СНГ и Китая.
В российской промышленности практически отсутствует кластер производителей клеммной продукции, однако ряд предприятий производят клеммные блоки, в основном — аналоги европейских брендов, на второй или 3 линии.

## Сертификация
Клеммная продукция подлежит обязательной сертификации, в соответствии с международными и локальными техническими регламентами и нормативными актами.
Для предприятий производителей:
- Сертификат менеджмента качества ISO9001
- Сертификат соответствия директиве RoHS (отсутствие в продукции вредных веществ)
- Сертификат испытательной лаборатории UL
- Сертификат международной электротехнической комиссии (International Electrotechnical Commission, IEC)

Для Азиатских производителей:
- Сертификат соответствия качества продукции CQC (бывшая Комиссии Китая по Сертификации Соответствия Электрооборудования)
- CRUUS сертификат

Для осуществления поставок клеммников на российский рынок необходимы следующие документы:
- Сертификат ГОСТ Р 51323.1-99[2]; ГОСТ 30849.2-2002[3]
- Сертификат ТС ТР НВО «о безопасности низковольтного оборудования» (ТР ТС 004/2011[4])

Для использования клеммников в некоторых специфических отраслях могут также потребовать сертфикаты:
- Экспертиза промышленной безопасности (бывшее Разрешение на применение Ростехнадзора)
- Сертификат пожарной безопасности.

## Изображения

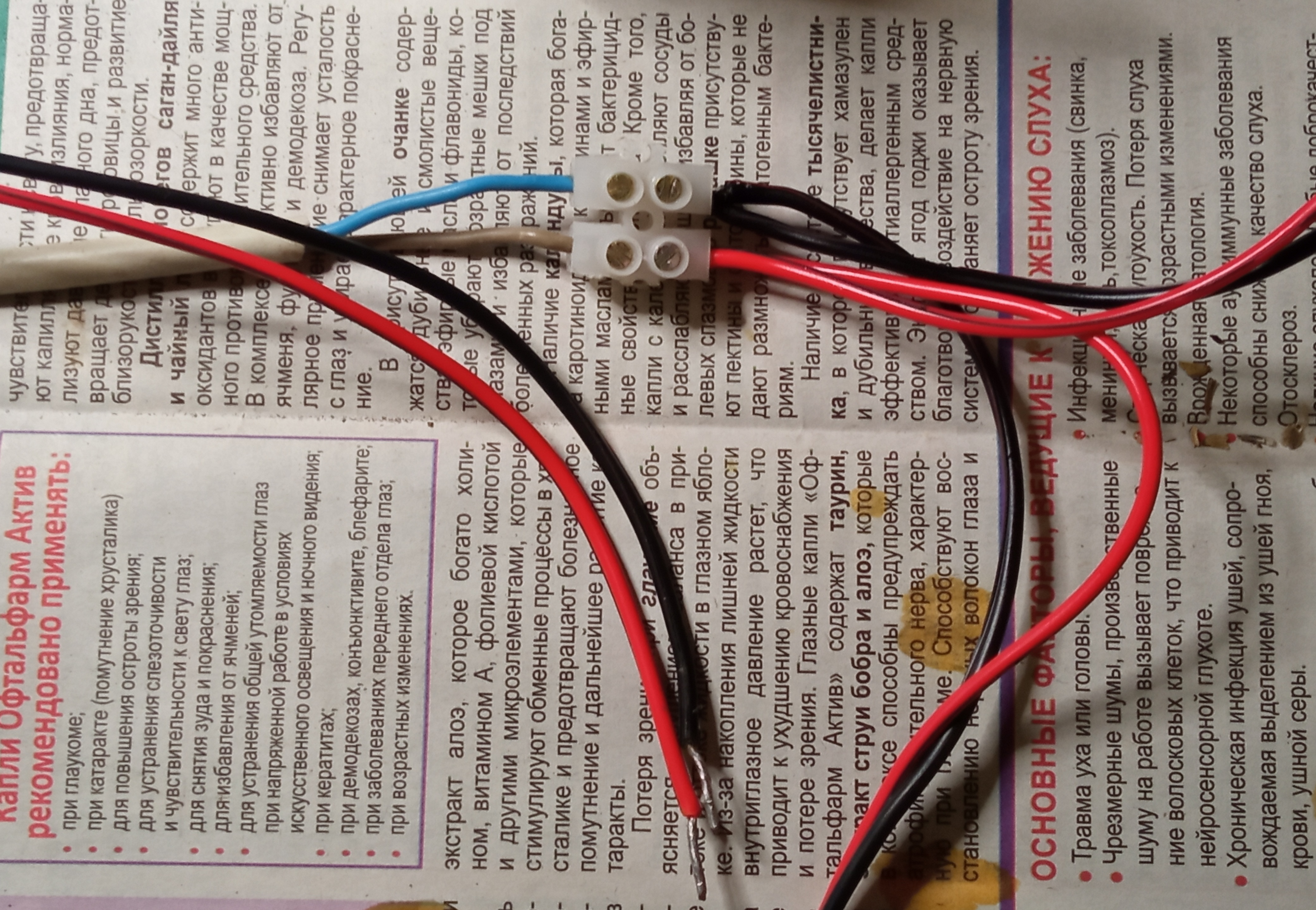
Классический винтовой клеммник
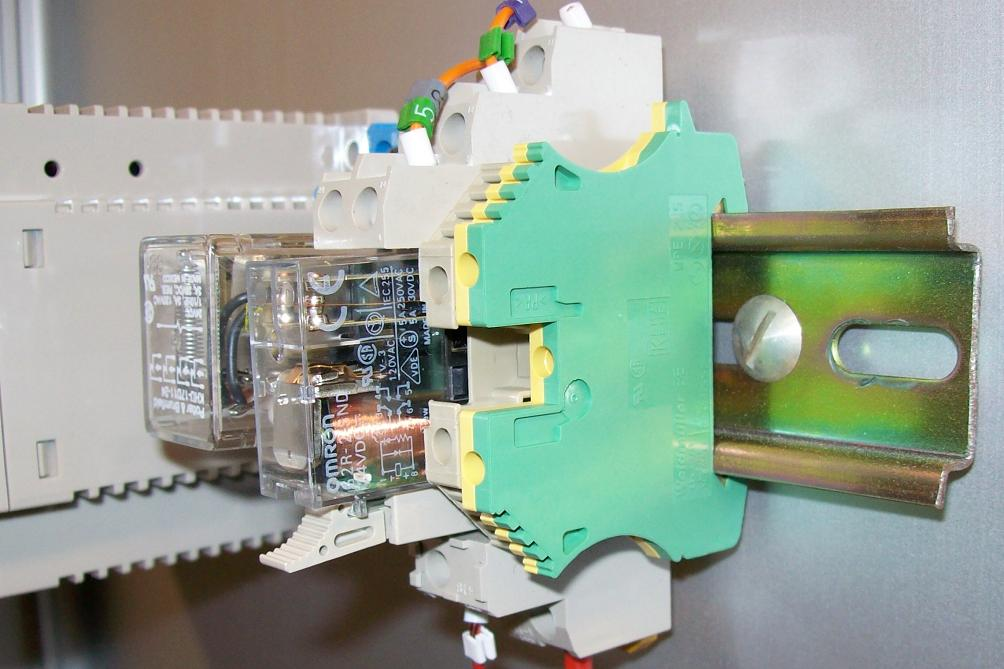
Клеммник на DIN-рейке
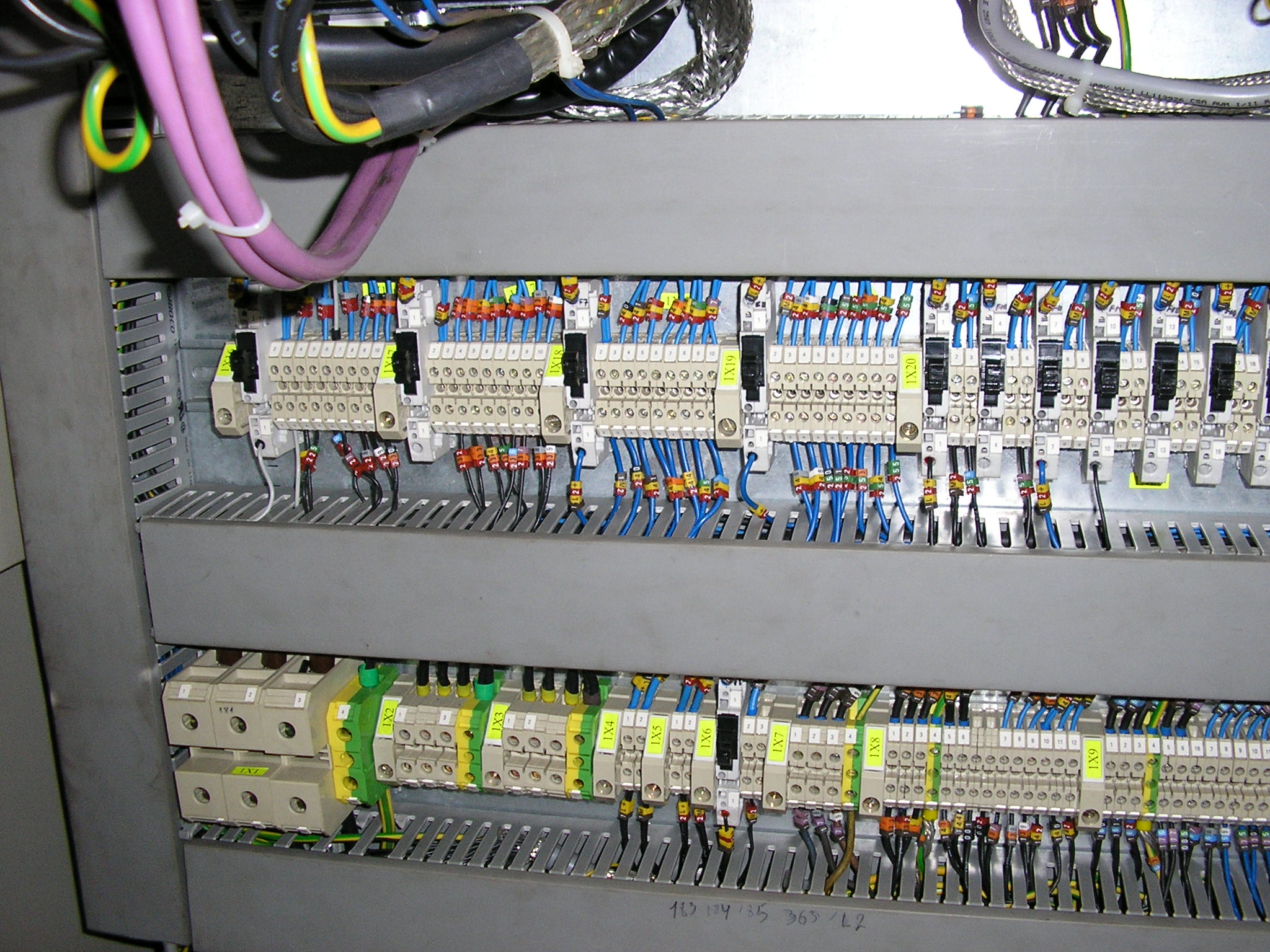
Клеммники, в том числе модули с предохранителями, смонтированные на DIN-рейке. Провода убраны в кабель-каналы
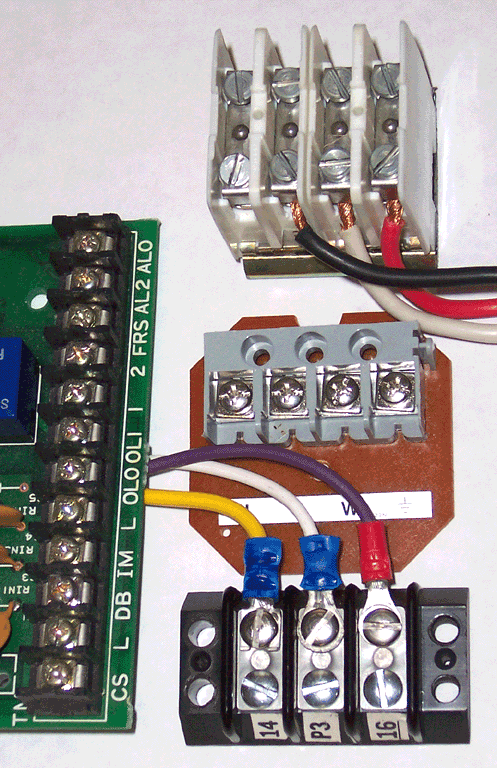
Клеммники и контактные пары разных конструкций
Колодка с пружинным зажимом